# Vol United Airlines 585
Le vol United Airlines 585 était un vol intérieur régulier, assuré par un Boeing 737-200 et reliant Peoria, dans l'Illinois, à Colorado Springs, au Colorado, avec plusieurs escales prévues à Moline et Denver, aux États-Unis, qui s'est écrasé le 3 mars 1991 lors de son approche finale sur la piste 35 de l'aéroport de Colorado Springs (en), tuant sur le coup les 25 passagers et membres d'équipage à bord.
Le conseil national de la sécurité des transports (NTSB) n'a pas été en mesure, dans un premier temps, de déterminer la cause de cet accident, mais après des accidents et incidents similaires impliquant d'autre Boeing 737, il a été déterminé que le crash a été causé par un défaut de conception de l'unité de contrôle de puissance de la gouverne de direction du 737.

## Avion et équipage

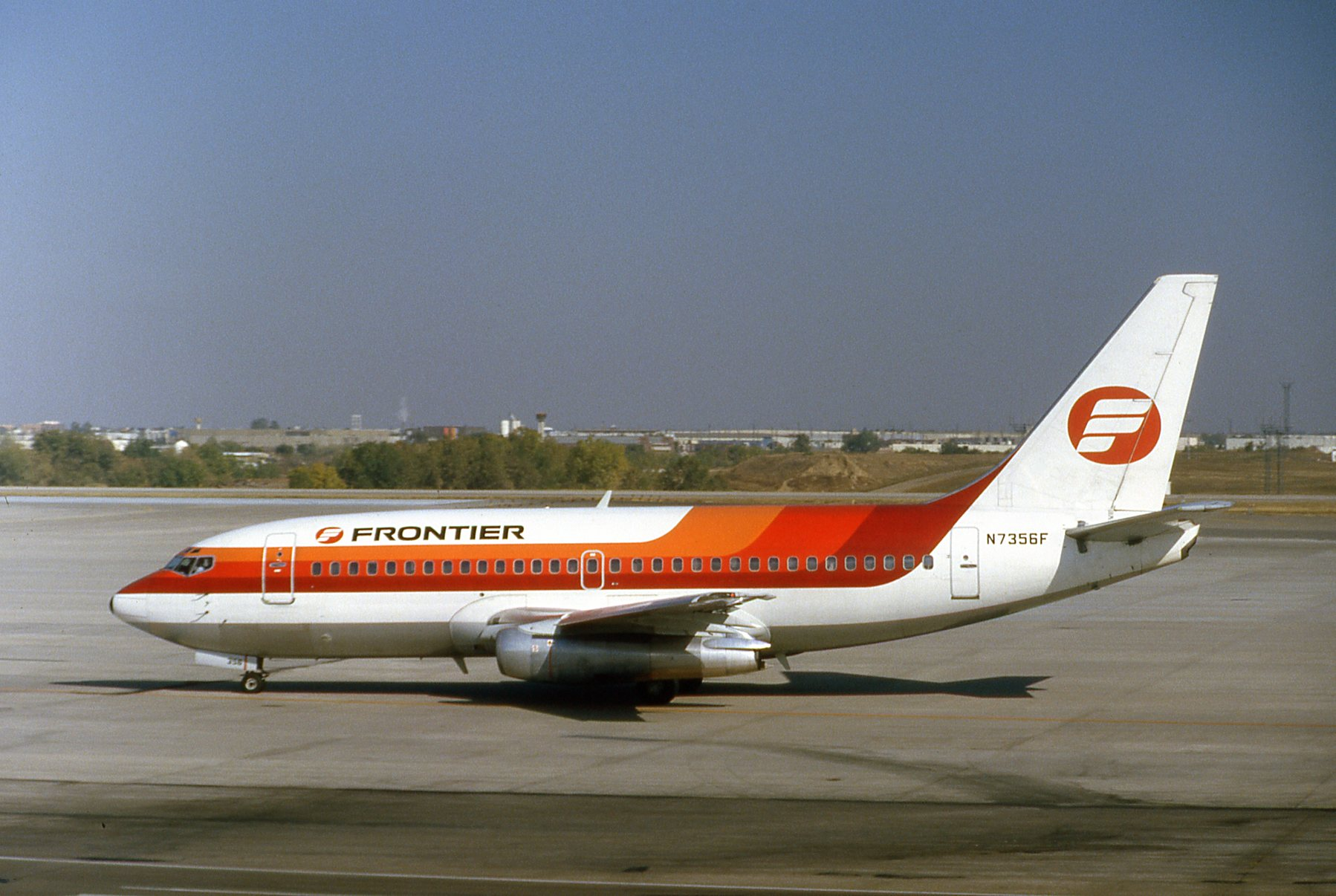
Le 737 impliqué dans l'accident, alors en service chez Frontier Airlines (immatriculation N7356F), ici à l'aéroport international Stapleton en octobre 1985

L'appareil impliqué est un Boeing 737-291, immatriculé N999UA (numéro de série 22742). Il a été construit à l'origine pour Frontier Airlines en mai 1982, et a ensuite été acquis par United Airlines le 6 juin 1986, lorsque Frontier Airlines a cessé ses activités. Au moment de l'accident, l'appareil totalisait 26 050 heures de vol et 19 734 cycles (décollage/atterrissage).
Le 25 février 1991, cet avion volait à une altitude de 10 000 pieds (3 000 m) lorsque la gouverne de direction s'est brusquement braqué de 10° vers la droite. L'équipage a réduit la puissance et l'avion a repris son vol normal. Un événement similaire s'est produit deux jours plus tard. Quatre jours plus tard, cet avion s'est écrasé lors du vol 585. 
Le commandant de bord est Harold Green (52 ans). Il a été embauché par United Airlines le 15 mai 1969 et totalisait 9 902 heures de vol (dont 1 732 heures sur 737) ; il était considéré par ses collègues comme un pilote expérimenté qui suivait toujours les procédures d'exploitation standard. La copilote est Patricia Eidson (42 ans). Elle a été embauchée par la compagnie aérienne le 21 novembre 1988, elle cumulait 3 903 heures de vol (dont 1 077 heures sur 737) et elle était considérée comme une pilote très compétente.

## Déroulement des faits
Le vol 585 était un vol régulier au départ de l'aéroport international Général Wayne A. Downing (en) de Peoria, dans l'Illinois, à destination de l'aéroport de Colorado Springs (en), dans le Colorado, avec des escales à l'aéroport international de Quad City (en), à Moline (Illinois), et une escale finale prévue à l'aéroport international Stapleton de Denver (Colorado), à 16 h 46 UTC. La partie du vol entre Peoria et Denver s'est déroulé sans incident.
À 16 h 23, le vol 585 a quitté Denver avec 20 passagers et 5 membres d'équipage à bord. À 16 h 30, l'avion a reçu l'ATIS, qui datait d'environ 40 minutes, indiquant un vent du 310° à 13 nœuds (24 km/h), avec des rafales à 35 nœuds (64 km/h) ; des avis de cisaillement de vent à basse altitude sont en vigueur, un avertissement de vent violent pour l'aviation locale est également en vigueur, concernant des vents venant du nord-ouest avec des rafales à 40 nœuds (74 km/h) et plus. L'équipage a ajouté 20 nœuds (37 km/h) à sa vitesse d'atterrissage cible sur la base de ces informations.
À 16 h 32, la copilote Eidson a signalé au contrôle d'approche de Colorado Springs que leur altitude était de 11 000 pieds (3 400 m). Le contrôle d'approche a alors autorisé le vol 585 à effectuer une approche à vue vers la piste 35 et lui a demandé de contacter la tour de contrôle de l'aéroport.
À 16 h 37, la tour de contrôle de Colorado Springs a autorisé le vol 585 à atterrir sur la piste 35, informant l'équipage que le vent soufflait du 320° à 16 nœuds (30 km/h) avec des rafales à 29 nœuds (54 km/h). À ce moment, le 737 se trouvait à 8 000 pieds (2 400 m). La copilote Eidson s'est enquis des rapports d'autres avions concernant des variations de vitesse. Une minute plus tard, la tour a répondu qu'un autre 737 avait signalé une perte de vitesse de 15 nœuds (28 km/h) à une altitude de 500 pieds (150 m), puis un gain de 15 nœuds (28 km/h) à 400 pieds (120 m) et enfin un gain de 20 nœuds (37 km/h) à 150 pieds (46 m), vers 16 h 20, soit 17 minutes plus tôt.
À 16 h 40, le vol 585 a été informé de la présence d'un autre avion, de type Cessna, à 8 km au nord-ouest de leur position et atterrissant sur la piste 30. L'équipage n'a pas pu localiser l'autre appareil, mais 37 secondes après le signalement, la tour a informé le vol que le trafic était désormais derrière lui. Ce Cessna se trouvait à environ 6,4 km au nord-est du lieu de l'accident au moment de celui-ci, et il avait également signalé de légères secousses occasionnelles et modérées à 7 000 pieds (2 100 m). Le pilote du Cessna avait également noté des fluctuations de vitesse indiquées entre 65 nœuds (120 km/h) et 105 nœuds (194 km/h), avec des indications de vitesse verticale d'environ 500 pieds (150 m) par minute.
Quelques instants plus tard, le contrôle aérien a demandé au vol 585 d'attendre à l'écart de la piste 30 après l'atterrissage pour permettre le décollage d'un autre avion. La copilote Eidson a alors répondu : « Nous attendrons à l'écart de la piste 30, United 585 ». Ce fut la dernière transmission reçue des pilotes.
Au cours de la dernière minute du vol, l'accélération normale variait entre 0,6 et 1,3 g, avec une vitesse de 155 nœuds (287 km/h) et des variations de 2 à 10 nœuds (3 à 18 km/h).
À 16 h 42, environ 20 secondes avant l'accident, l'avion a amorcé un virage contrôlé de 20° pour s'aligner avec la piste. Quatre secondes plus tard, la copilote Eidson a informé le commandant Green qu'ils se trouvaient à 1 000 pieds (300 m).
Dans les quatre secondes qui ont suivi, à 16 h 43, le 737 a soudainement basculé vers la droite sans raison apparente, augmentant son taux de cap à environ 5°/sec, soit près du double de la normale, et a piqué du nez. La copilote Eidson a déclaré : « Oh mon Dieu, ! » et, au même instant, le commandant Green a ordonné une sortie des volets à 15° tout en augmentant la poussée, pour tenter une remise de gaz. L'altitude a rapidement diminué et l'accélération a dépassé 4 g jusqu'à ce que, à 16 h 43 min 41 sec, le vol 585 s'écrase à un angle à piqué de 80°, avec un lacet de 4° vers la droite, à Widefield Park (en), à moins de 6 km du seuil de piste, à une vitesse de 215 nœuds (395 km/h). 
L'appareil a été pulvérisé par la violence de l'impact et l'incendie qui a suivi le crash. Selon le rapport d'accident, l'impact a creusé un cratère de 12 m de long sur 7 m de large et d'une profondeur de 5 m. De nombreux débris du 737 ont été profondément enfouis dans ce cratère, nécessitant des fouilles. Les 20 passagers et les 5 membres d'équipage présents à bord ont tous été tuées sur le coup. L'avion a manqué de peu une rangée d'appartements ; une jeune fille se tenant dans l'embrasure de la porte d'un de ses appartements a été projetée en arrière par la force de l'explosion, se cognant la tête, mais a pu quitter l'hôpital local sans autre problème après avoir été soignée.

## Victimes
| Nationalité | Passagers | Équipage | Total |
| ----------- | --------- | -------- | ----- |
| États-Unis  | 16        | 5        | 21    |
| Canada      | 1         | 0        | 1     |
| Irlande     | 1         | 0        | 1     |
| Japon       | 1         | 0        | 1     |
| Pologne     | 1         | 0        | 1     |
| Total       | 20        | 5        | 25    |

## Enquête et causes de l'accident
Avec l'accident du vol 585 le 3 mars 1991, c'est l'une des plus longues enquêtes de l'histoire du conseil national de la sécurité des transports (NTSB) qui allait commencer.
Rapidement, le travail des enquêteurs s'est porté sur la gouverne de direction, qui est à même de provoquer une inclinaison brutale de l'appareil. Après analyse, le boitier de commande de la gouverne de direction et la servovalve ont alors été mis hors de cause. 
Quant à l'hypothèse d'un vent rabattant qui aurait pu causer la perte de contrôle du 737, elle a été écartée. Toutefois, ce jour-là un système de rotors était en place avec un vent de 330 degrés à 23 nœuds avec rafales à 33 nœuds. Pendant l'approche, des variations de vitesse air de ±15 nœuds ont été enregistrées qui sont typiques des rotors. De plus l'appareil a subi des facteurs de charge variant entre 0,6 g et 1,3 g.
Toutefois, après 21 mois d'enquête, le NTSB rendit son rapport d'enquête en décembre 1992, qui indique que la cause du crash du vol 585 est indéterminée.

### Autres accidents similaires
Le cas resta sans suite jusqu'à un autre accident similaire. Le 8 septembre 1994, le vol USAir 427 s'écrasa pour les mêmes raisons et toujours avec un Boeing 737. La gouverne de direction se bloqua, et conduisit au crash de l'avion et à la mort de ses 132 occupants. Une nouvelle fois les investigations ne permirent pas d'en déterminer la cause. Cette fois la pression était plus importante, le Boeing 737 est l'avion commercial le plus utilisé, la question de la sécurité devint cruciale.
Finalement, c'est un autre incident qui allait permettre d'éclaircir l'enquête. Le 9 juin 1996, le Boeing 737 du vol Eastwind Airlines 517 allait connaitre une avarie semblable celle survenue lors des vols 585 et 427. Cette fois, les pilotes arrivèrent à se poser. Le NTSB disposait de l'avion entier et des rapports des pilotes. 
L'enquête allait enfin révéler la cause des accidents précédents. Le servovalve de la dérive a montré des faiblesses lors de brusques changements de températures, bloquant le mécanisme du gouvernail et même dans certains cas inversant son système de fonctionnement. À la suite de cette découverte, on apprit aux pilotes à gérer ce genre de situation et les pièces incriminées furent modifiées afin de résister aux chocs de température (Voir : Accidents liés à la gouverne du Boeing 737).

## Médias
L'accident a fait l'objet d'un épisode dans la série télé Air Crash nommé « Danger caché » (saison 4 - épisode 5).